# The Revolution (ziar)
The Revolution a fost un ziar american fondat în ianuarie 1868 de Susan B. Anthony, Elizabeth Cady Stanton și Parker Pillsbury. A fost publicat în limba engleză în New York, dar și-a încetat apariția în februarie 1872. Publicația promova drepturile femeilor, având ca motto: „Bărbaților drepturile lor și nimic mai mult; femeilor drepturile lor și nimic mai puțin.”
The Revolution a fost un ziar fondat de activistele pentru drepturile femeilor Susan B. Anthony și Elizabeth Cady Stanton în New York. A fost publicat săptămânal între 8 ianuarie 1868 și 17 februarie 1872. Având un stil combativ, așa cum sugera și numele său, ziarul s-a concentrat în principal pe drepturile femeilor, în special pe interzicerea discriminării privind dreptul de vot al femeilor în Statele Unite. De asemenea, aborda și alte subiecte, precum politica, mișcarea muncitorească și finanțele. Susan B. Anthony a gestionat aspectele economice ale publicației, în timp ce Stanton a fost co-editor alături de Parker Pillsbury, un aboliționist și susținător al drepturilor femeilor.
Finanțarea inițială a fost asigurată de George Francis Train, un om de afaceri controversat care susținea drepturile femeilor, dar care a înstrăinat mulți activiști prin opiniile sale asupra politicii și rasei. Fondurile pe care le-a aranjat au fost suficiente pentru a lansa ziarul, dar nu și pentru a-l menține. După douăzeci și nouă de luni, datoriile în creștere au forțat-o pe Susan B. Anthony să transfere publicația către Laura Curtis Bullard, o activistă bogată pentru drepturile femeilor, care i-a imprimat un ton mai puțin radical. Ziarul și-a publicat ultima ediție după mai puțin de doi ani.
Semnificația sa a fost mai mare decât ar indica durata sa scurtă de viață. Înființat într-o perioadă în care mișcarea pentru drepturile femeilor era divizată, ziarul le-a oferit lui Stanton și Anthony un mijloc de a-și exprima opiniile cu privire la problemele disputate, într-un moment în care le-ar fi fost dificil să-și facă vocea auzită. A contribuit la consolidarea aripii lor din mișcare și la pregătirea terenului pentru o organizație care să o reprezinte.

## Istorie

### Context

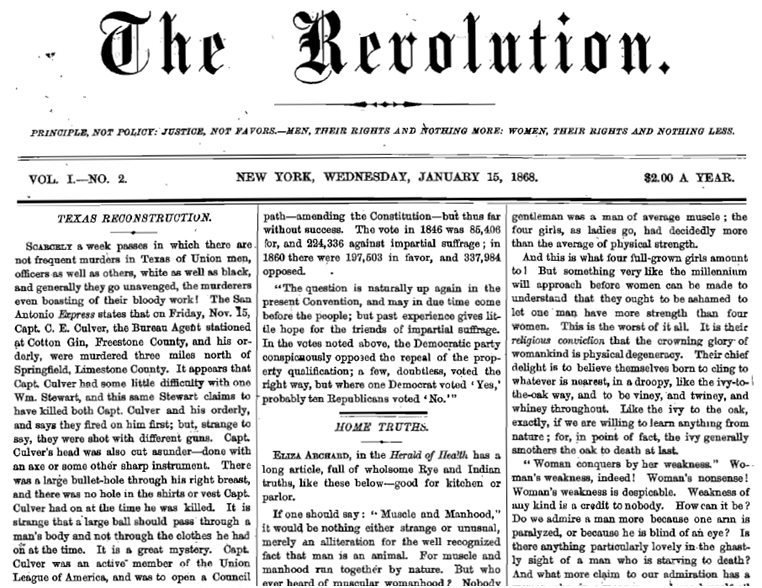
Prima pagină a Revoluției, 15 ianuarie 1868

Creatoarele ziarului The Revolution, Susan B. Anthony și Elizabeth Cady Stanton, au fost activiste de frunte pentru drepturile femeilor. Stanton a organizat Convenția de la Seneca Falls din 1848, prima convenție dedicată drepturilor femeilor, și a fost autoarea principală a Declarației Sentimentelor. La cererea lui Lucy Stone, o altă activistă importantă care organizase mai multe Convenții Naționale pentru Drepturile Femeilor în anii 1850, Anthony a desfășurat mare parte din activitatea organizatorică pentru convenția națională din 1859, iar Stanton a făcut același lucru în 1860. Împreună, Anthony și Stanton au înființat Women's Loyal National League în 1863, care a adunat un număr impresionant de petiții pentru adoptarea unui amendament constituțional ce urma să abolească sclavia în Statele Unite. Cele două activiste au rămas prietene apropiate și colaboratoare pentru tot restul vieții lor.

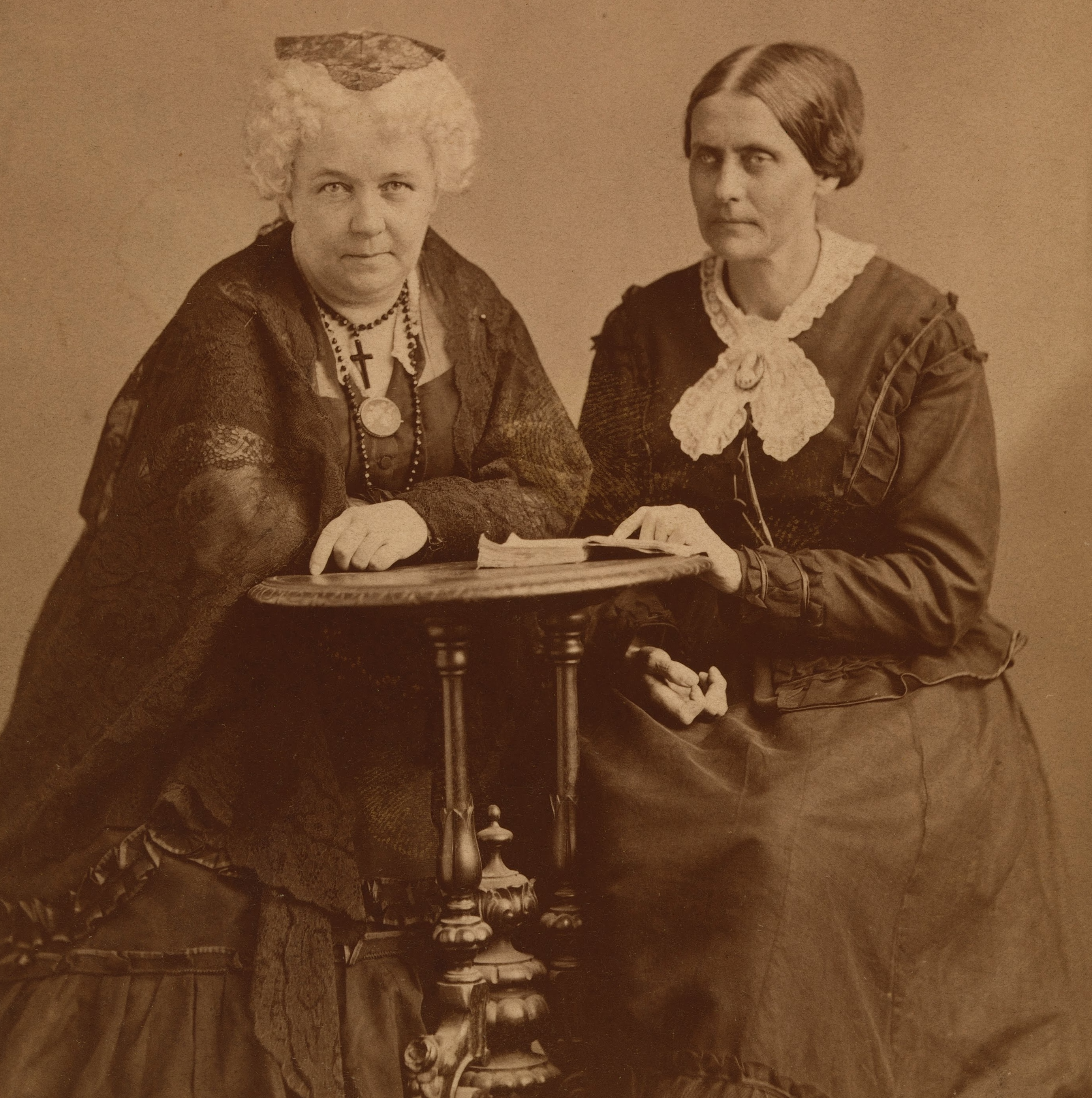
Elizabeth Cady Stanton și Susan B. Anthony în jurul anului 1870

Ele au înființat The Revolution într-o perioadă în care mișcarea pentru drepturile femeilor era divizată. Un punct major de dezacord era legat de cincisprezecelea amendament la Constituția SUA, care urma să interzică refuzul dreptului de vot pe criterii rasiale. Cei mai mulți reformatori sociali radicali l-au susținut, însă Stanton și Anthony s-au opus, cu excepția cazului în care ar fi fost însoțit de un alt amendament care să interzică refuzul dreptului de vot pe criterii de sex. Altfel, spuneau ele, cel de-al cincisprezecelea amendament, care ar fi acordat efectiv dreptul de vot tuturor bărbaților, excluzând în același timp toate femeile, ar fi creat o„aristocrație a sexului”, oferind astfel o validare constituțională convingerii că bărbații sunt superiori femeilor.
Activistele pentru drepturile femeilor aveau, de asemenea, opinii diferite în privința Partidului Republican și a mișcării aboliționiste, care împreună au condus eforturile pentru abolirea sclaviei în SUA în 1865. Liderii mișcării pentru drepturile femeilor se opuneau ferm sclaviei (Anthony însăși a făcut parte din echipa Societății Americane Anti-Sclavie), iar multe activiste simțeau o loialitate față de liderii republicani și aboliționiști. Stanton și Anthony, însă, au fost foarte critice față de ambele grupuri, deoarece acestea nu au susținut dreptul femeilor la vot.
Un eveniment crucial a fost campania din 1867 desfășurată în Kansas de Asociația Americană pentru Drepturi Egale (AERA) în sprijinul a două referendumuri statale: unul pentru acordarea dreptului de vot bărbaților afro-americani și unul pentru acordarea acestui drept femeilor. AERA fusese înființată cu un an înainte, avându-le pe Anthony și Stanton printre fondatori, pentru a susține drepturile atât ale femeilor, cât și ale persoanelor de culoare. Liderii mișcării aboliționiste au refuzat însă să sprijine campania AERA din Kansas, deși dreptul de vot pentru bărbații de culoare era o prioritate pentru aboliționiști, deoarece nu doreau ca cele două campanii pentru sufragiu să fie combinate.AERA s-a confruntat cu obstacole similare în timpul unei campanii anterioare din statul New York. Militând în Kansas alături de AERA pentru ambele referendumuri, Anthony și Stanton au fost indignate nu doar din cauza lipsei de sprijin din partea liderilor naționali aboliționiști, ci și pentru că republicanii locali organizaseră un comitet pentru a se opune referendumului privind dreptul de vot al femeilor. Simțindu-se trădate, Stanton și Anthony au provocat un val de controverse acceptând ajutor, în ultimele zile ale campaniei, din partea lui George Francis Train, un susținător bogat al drepturilor femeilor, dar și un democrat și rasist declarat. Train a criticat aspru Partidul Republican, făcând publică intenția sa de a-i afecta imaginea progresistă și de a crea diviziuni în interiorul acestuia. Când campania din Kansas s-a încheiat în noiembrie 1867 cu înfrângerea ambelor referendumuri, diviziunile din interiorul mișcării pentru drepturile femeilor au început să se adâncească.
Mișcarea pentru drepturile femeilor și-a redus considerabil activitatea în timpul Războiului Civil (1861−1865), deoarece liderii săi doreau să își concentreze energia asupra luptei împotriva sclaviei. După război, liderii mișcării aboliționiste le-au presat să continue să amâne campania pentru dreptul de vot al femeilor până când dreptul de vot pentru bărbații de culoare avea să fie asigurat. Stanton și Anthony au simțit că mișcarea lor era marginalizată. Mai târziu, au declarat: „Bărbații noștri liberali ne-au sfătuit să păstrăm tăcerea în timpul războiului, și am tăcut în privința propriilor noastre nedreptăți; ne-au sfătuit din nou să tăcem în Kansas și New York, de teamă să nu compromitem sufragiul pentru negri, și ne-au amenințat că, dacă nu o facem, va trebui să ducem lupta singure. Am ales cea din urmă variantă și am fost învinse. Dar, luptând singure, ne-am descoperit puterea... femeia trebuie să își croiască singură drumul către emanciparea sa.”
Lui Stanton și Anthony le devenea tot mai dificil să își facă auzite vocile. Presa aboliționistă, care fusese în mod tradițional cea mai de încredere sursă de acoperire mediatică pentru mișcarea pentru drepturile femeilor, nu mai era dispusă să joace acest rol pentru aripa lor a mișcării.Alte publicații importante asociate cu mișcările radicale de reformă socială fie deveniseră mai conservatoare, fie încetaseră să mai fie publicate sau urmau să dispară în curând. Puțin ajutor putea fi așteptat din partea publicațiilor dedicate drepturilor femeilor, deoarece foarte puține mai existau. Presa mainstream începuse să trateze mișcarea pentru drepturile femeilor ca pe o știre veche, după mai bine de un deceniu în care o prezentase ca pe o noutate demnă de acoperire mediatică.

### Redacția Stanton și Pillsbury

#### Înființarea ziarului
Sfîdând presiunile de a rupe legătura cu Train, Stanton și Anthony au ales în schimb să încheie un acord cu acesta pentru a înființa un ziar săptămânal, pe care să-l conducă cu sprijinul său financiar, Train sugerând că ar putea investi până la 100.000 de dolari. Train și asociatul său, David Melliss, urmau să aibă spațiu pentru a-și exprima opiniile, dar, în rest, Stanton și Anthony aveau libertatea de a administra ziarul în interesul femeilorPlanurile pentru un ziar național au fost realizate rapid, cu obiectivul de a atinge un tiraj comparabil cu cel al unui mare cotidian din New York. Anthony spera să-l transforme în cele din urmă într-un cotidian cu propria tipografie, deținut și operat exclusiv de femei.

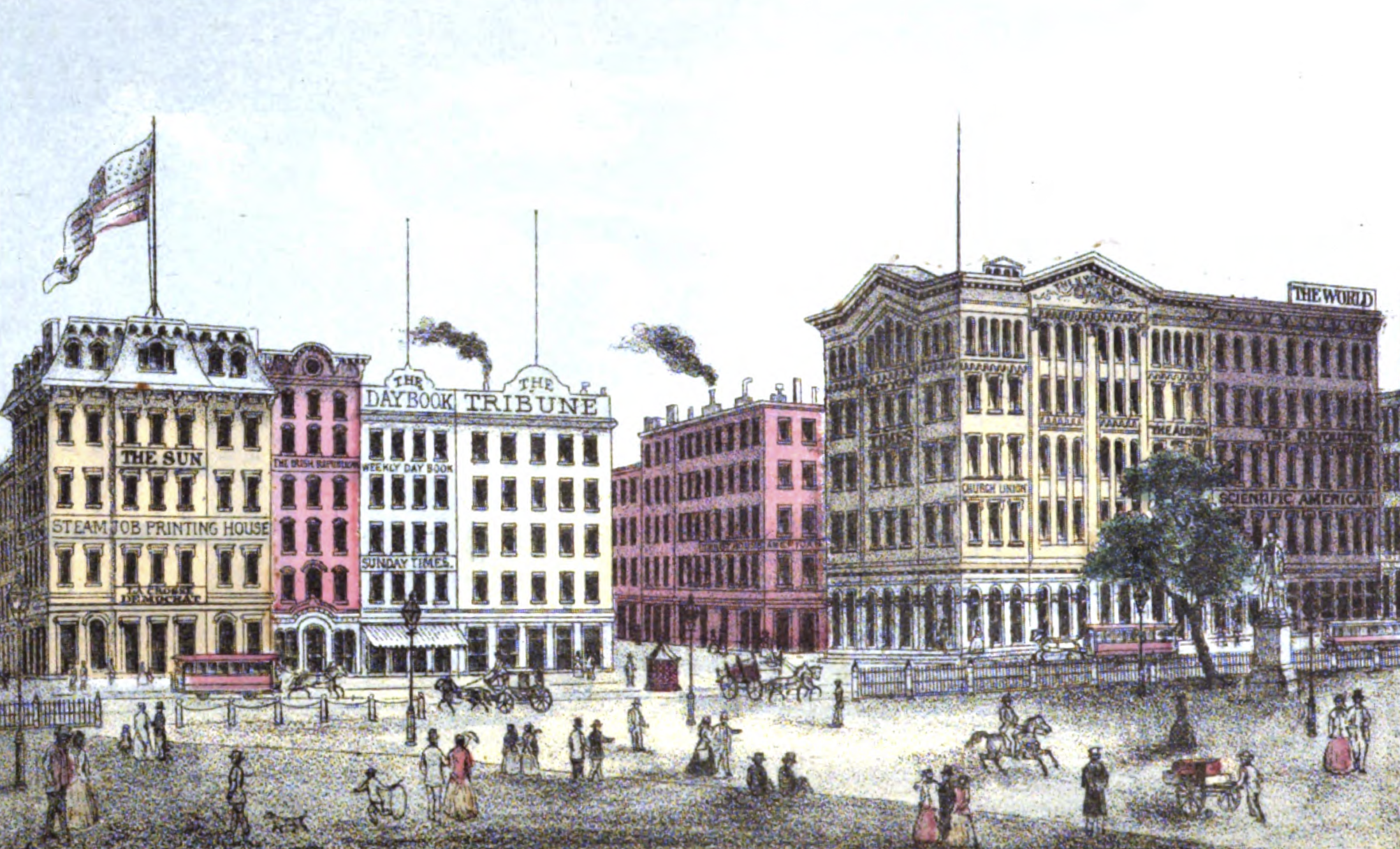
Printing House Square din Manhattan în 1868, arătând semnul pentru biroul Revoluției de la 37 Park Row în extrema dreaptă, sub The World și deasupra Scientific American

Primul număr al ziarului The Revolution a fost publicat pe 8 ianuarie 1868, la două luni după încheierea campaniei AERA din Kansas. Ziarul a fost numit astfel, au spus Stanton și Anthony în primul său număr, deoarece „Numele vorbește despre scopul său. Este menit să revoluționeze.” Stanton a explicat ulterior că „nu doar votul este necesar pentru siguranța și protecția femeii, ci o revoluție în sistemele noastre politice, religioase și sociale; de fapt, întreaga reorganizare a societății.” Publicația a atras atenția încă de la primul număr, anunțând că Anthony l-a convins pe președintele SUA, Andrew Johnson, să-și facă abonament.
Birourile The Revolution erau situate în New York City. Ziarul era publicat săptămânal pe hârtie de calitate, având 16 pagini pe ediție și 3 coloane pe pagină.[1] Editorii săi nu dețineau echipamente proprii de tipărire, ci se bazau pe serviciile unei tipografii care plătea angajații, bărbați și femei, în mod egal. Anthony gestiona aspectele financiare ale ziarului, în timp ce Stanton era co-editor alături de Parker Pillsbury. Inițial, Stanton scria cea mai mare parte a materialului legat de drepturile femeilor. Deviza ziarului, afișată proeminent pe prima pagină, era: „Principiu, nu politică; Justiție, nu favoruri: Bărbații, drepturile lor și nimic mai mult; Femeile, drepturile lor și nimic mai puțin.”

#### Conținut

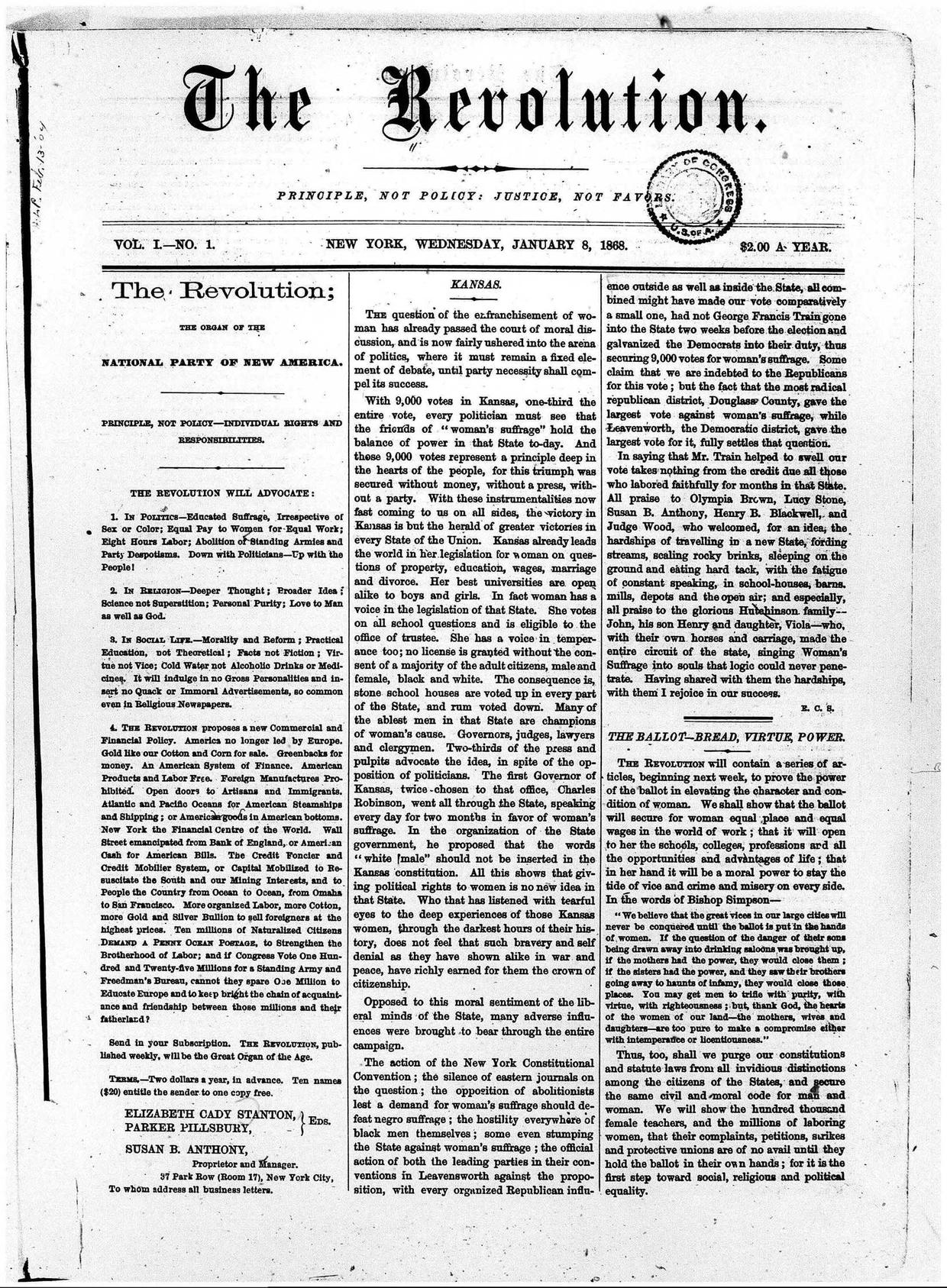
Primul număr al Revoluției, 8 ianuarie 1868.

The Revolution se concentra în principal pe drepturile femeilor, în special pe sufragiu, dar aborda și alte subiecte. Ziarul relata progresele realizate de femei, cazurile de discriminare la locul de muncă și îmbunătățirile aduse legislației privind divorțul. Urmărea activitățile mișcării pentru drepturile femeilor, inclusiv discursuri, anunțuri de întâlniri, desfășurarea convențiilor și mărturii în fața autorităților. De asemenea, publica informații despre eforturile de organizare ale femeilor muncitoare și despre activitățile altor segmente ale mișcării muncitorești considerate potențiali aliați. Corespondenți din străinătate transmiteau știri din Anglia, Europa continentală și India. Train își exprima opiniile pe diverse teme, inclusiv independența Irlandei și reforma monetară. Asociatul său, David Melliss, editor financiar la New York World, gestiona secțiunea financiară a ziarului. O ediție tipică conținea una sau două pagini de reclame. 
Ziarul căuta să adopte un ton energic. Corespondenților li se cerea să evite sentimentalismul și să „ne ofere fapte și experiențe, în cuvinte, dacă se poate, la fel de dure ca niște ghiulele de tun.” Publicația polemiza intens cu adversarii săi. Când New York World a criticat mișcarea pentru drepturile femeilor, Elizabeth Cady Stanton, una dintre editoare, a replicat: „The World ne întreabă, cu naivitate, de ce nu stăm cuminți în convențiile noastre, precum femeile engleze, și nu lăsăm 'bărbații de primă clasă' să vorbească în locul nostru? Am putea, la fel de bine, să întrebăm redacția World de ce nu își lasă condeiele deoparte și nu lasă bărbați de primă clasă să le editeze ziarul?”
Corespondenții The Revolution nu erau așteptați să prezinte un singur punct de vedere. Dimpotrivă, ziarul declara: „cei care scriu pentru paginile noastre sunt responsabili doar pentru ceea ce apare sub propriile lor nume. Prin urmare, dacă vechi aboliționiști și proprietari de sclavi, republicani și democrați, Prezbiterieni și Universaliști, sfinți, păcătoși și familia Beecher se regăsesc alături scriind despre sufragiul feminin, trebuie să-și ierte diferențele în toate celelalte privințe.”
O funcție importantă a ziarului era să ofere un forum în care cititorii săi, majoritatea femei, să își poată exprima opiniile. Aceștia au răspuns cu un flux constant de comentarii dintr-o varietate de perspective. Uneori, cititorii se identificau complet, dar mulți semnau doar cu o inițială, păstrându-și astfel anonimatul.
Redactorii ziarului s-au inspirat din lucrarea The Subjection of Women a lui John Stuart Mill, publicată în 1869. După ani de critici din partea reformatorilor britanici pe această temă, Mill a scris că mariajul era o instituție a despotismului, aducând astfel discuția într-un domeniu mai larg acceptat. Stanton îl admira pe Mill și folosea ideile acestuia ca ghid pentru propriile sale convingeri.
Până în 1869, Stanton era singura care scria pentru ziar. Ea a abordat cu entuziasm teme legate de sexualitate și căsătorie, folosind un scandal local din New York drept platformă de critică acidă. Scandalul era legat de procesul lui Daniel McFarland, un bărbat condamnat pentru uciderea logodnicului fostei sale soții, Abigail, Albert Richardson, un scriitor popular pentru Tribune a lui Horace Greeley. Scriind despre proces, Stanton a dorit să treacă dincolo de ipocrizia care împiedica o discuție sinceră despre căsătorie, aducând în prim-plan realitățile dorinței, geloziei și relațiilor extraconjugale, într-un mod mult mai direct decât dezbaterile indirecte despre coverture. Judecătorul nu a recunoscut divorțul lui Abigail și, prin urmare, i-a interzis să depună mărturie împotriva fostului soț, care a fost achitat pe motiv de nebunie. După verdict, Stanton a cerut schimbări, pledând pentru reformarea și îmbunătățirea legilor divorțului.

#### Campanii și probleme
The Revolution susținea o serie de cauze care provocau tradiția. Critica rochiile lungi și grele pe care femeile erau așteptate să le poarte în permanență și practica femeilor de a promite „supunere” în cadrul ceremoniei de căsătorie. Raporta cazuri de femei care încercau să voteze în ciuda legilor care le interziceau acest drept. Aborda subiecte pe care societatea evita să le discute deschis, cum ar fi bărbații care își băteau sau forțau sexual soțiile. Exprimând o opinie extrem de controversată pentru acea perioadă, susținea divorțul ca opțiune legitimă pentru femeile aflate în căsnicii abuzive. Respingând ideea că fiecare femeie ar trebui să fie sub controlul unui bărbat, pleda pentru dreptul femeilor de a avea control atât asupra propriului corp, cât și asupra propriului destin. Această susținere agresivă a unor opinii controversate a atras atenția presei mainstream, de multe ori într-un mod ostil. Pentru Stanton, însă, acest lucru era acceptabil, deoarece considera că era mai bine ca mișcarea pentru drepturile femeilor să fie atacată decât ignorată.
În 1868, ziarul a desfășurat o campanie energică în sprijinul lui Hester Vaughn, o muncitoare domestică al cărei fost angajator o lăsase însărcinată. Sărăcită și grav bolnavă, ea a născut singură într-o cameră neîncălzită, unde copilul a murit. Vaughn a fost acuzată că a permis intenționat moartea bebelușului și a fost condamnată la execuție. După ce a făcut cunoscut cazul în The Revolution, Stanton l-a vizitat pe guvernator pentru a-i cere să o grațieze pe Vaughn, ceea ce acesta a făcut în cele din urmă.
The Revolution a salutat creșterea influenței National Labor Union (NLU), activă între 1866 și 1873, sperând să formeze o alianță largă care să ducă la crearea unui nou partid politic, unul care să susțină atât dreptul la vot al femeilor, cât și revendicările muncitorilor. Publicația a declarat: „Principiile National Labor Union sunt și principiile noastre.”  A prezis, de asemenea, că producătorii—muncitorii, femeile, persoanele de culoare—sunt destinați să formeze o putere triplă care va smulge rapid sceptrul guvernării din mâinile celor care nu produc—monopoliștii funciari, deținătorii de obligațiuni, politicienii.”  Deși NLU a răspuns favorabil acestor inițiative, alianța preconizată nu s-a concretizat.

#### Asociația pentru votul femeilor din America
În mai 1868, The Revolution a anunțat formarea Woman's Suffrage Association of America, care urma să servească drept comitet de coordonare pentru organizațiile locale ce susțineau dreptul de vot al femeilor. Printre conducătorii săi se numărau Stanton și Anthony, iar sediul organizației era împărțit cu cel al ziarului. Stanton a declarat ulterior că The Revolution, susținând dreptul de vot universal, indiferent de culoare sau sex, era în mod special organul de presă al Woman's Suffrage Association of America. Noua organizație a publicat o petiție în The Revolution în sprijinul sufragiului feminin și le-a cerut cititorilor să o distribuie. Totuși, comitetul de coordonare a fost în scurt timp înlocuit de o organizație mai amplă dedicată dreptului de vot al femeilor.

#### Adâncirea diviziunii în mișcarea femeilor
Mulți reformatori sociali au fost profund dezamăgiți de refuzul The Revolution de a sprijini Amendamentul al Cincisprezecelea, care ar fi acordat dreptul de vot bărbaților de culoare, decât dacă era însoțit de un alt amendament care să acorde și femeilor acest drept. Stanton, provenind dintr-o familie proeminentă, s-a opus în The Revolution folosind uneori un limbaj elitist și condescendent din punct de vedere rasial. Ea a scris: „Femei americane cu avere, educație, virtute și rafinament, dacă nu doriți ca păturile inferioare de chinezi, africani, germani și irlandezi, cu ideile lor inferioare despre feminitate, să facă legi pentru voi și fiicele voastre... cereți ca și femeile să fie reprezentate în guvern.” De asemenea, Stanton a recurs periodic la rasism și etnocentrism pentru a distinge sufragiul feminin de cel al bărbaților de culoare: „Patrick și Sambo și Hans și Yung Tung, care nu știu diferența dintre o monarhie și o republică”, declara Stanton, „nu au niciun drept să facă legi pentru lidera feministă Lucretia Mott.”
Diviziunea tot mai profundă din cadrul mișcării pentru drepturile femeilor a atins un punct de ruptură în timpul disputelor aprinse de la reuniunea American Equal Rights Association din mai 1869, ceea ce a dus la dizolvarea organizației. La două zile după acea întâlnire, ruptura a început să fie oficializată când cele două fondatoare ale The Revolution au organizat o adunare în care a fost înființată National Woman Suffrage Association, condusă de Elizabeth Cady Stanton și Susan B. Anthony. În noiembrie 1869, a fost înființată organizația rivală, American Woman Suffrage Association (AWSA), sub conducerea lui Lucy Stone. În ianuarie 1870, Stone a lansat un ziar concurent, Woman's Journal. Atât AWSA, cât și Woman's Journal au sprijinit Amendamentul al Cincisprezecelea. În ciuda speculațiilor din acea perioadă, există puține dovezi că The Revolution a fost afectat semnificativ de concurența cu Woman's Journal. Puțini abonați și-au schimbat afilierea, mulți s-au abonat la ambele publicații, iar numărul abonamentelor la The Revolution a continuat să crească.

#### Probleme financiare
Promisiunea lui Train de a oferi sprijin financiar constant nu s-a materializat. El a plecat în Anglia în aceeași zi în care The Revolution a publicat primul său număr și, la scurt timp după aceea, a fost închis pentru sprijinirea independenței Irlandei. Train a contribuit cu doar 3000 de dolari pentru ziar, în timp ce asociatul său de afaceri, David Melliss, a oferit încă 7000 de dolari. Pe 8 mai 1869, The Revolution a anunțat oficial încheierea relației sale cu Train.
Cheltuielile cu personalul au fost menținute la un nivel minim. Pillsbury, un editor profesionist care lucrase la alte ziare, era plătit cu un salariu modest. Stanton nu primea niciun salariu, iar Anthony era remunerată doar pentru cheltuielile de întreținere.
Ziarul costa aproximativ 20.000 de dolari pe an pentru a funcționa. Numărul de abonați, care plăteau 2 dolari pe an, a ajuns la 2000 la sfârșitul primului an și la 3000 la sfârșitul celui de-al doilea. Obținerea de noi abonamente era îngreunată de legile care ofereau soților control asupra finanțelor familiei: puțini soți agreau ideea ca soțiile lor să citească un jurnal care cerea o revoluție în relațiile de gen. Publicitatea aducea venituri suplimentare, dar nu suficiente pentru a susține ziarul, ceea ce a forțat-o pe Anthony să împrumute sume considerabile de bani.
S-au făcut încercări pentru a le aduce pe Harriet Beecher Stowe (autoarea romanului „Uncle Tom's Cabin”) și pe sora ei, Isabella Beecher Hooker, în echipa editorială, ceea ce ar fi extins atractivitatea ziarului. Ambele publicaseră deja articole în paginile sale. Negocierile au eșuat însă, mai întâi din cauza numelui publicației, pe care cele două surori doreau să-l schimbe în „The True Republic”, și apoi din cauza acoperirii de către ziar a unui scandal social de mare amploare, în care Stanton a adoptat o poziție nepopulară, sprijinind femeia implicată. Stanton a apărat numele publicației, afirmând: „Nu ar putea exista un nume mai potrivit decât Revoluție. Stabilirea femeii pe tronul ei legitim este cea mai mare revoluție pe care lumea a cunoscut-o vreodată sau o va cunoaște.”
După douăzeci și nouă de luni de la apariția primului număr, Anthony a recunoscut înfrângerea și a transferat ziarul în alte mâini. Ea și-a asumat personal responsabilitatea pentru datoria de 10.000 de dolari a publicației, pe care a achitat-o din veniturile obținute în următorii șase ani din turneele sale de conferințe. Ulterior, NWSA s-a bazat pe alte publicații, precum The National Citizen and Ballot Box, editată de Matilda Joslyn Gage, și The Woman's Tribune, editată de Clara Bewick Colby, pentru a-și face cunoscut punctul de vedere.

### Redacția Bullard
Anthony a vândut The Revolution pentru un dolar pe 26 mai 1870 către Laura Curtis Bullard, care a devenit noul editor, iar Edwin A. Studwell a preluat rolul de editor responsabil. Ambii erau susținători puternici ai dreptului la vot pentru femei. Bullard fusese aleasă secretar corespondent al Asociației Naționale pentru Dreptul la Vot al Femeilor la întâlnirea sa de fondare și publicase deja articole în The Revolution. Provenea dintr-o familie care își acumulase averea din vânzarea de medicamente brevetate. Studwell era un abolitionist quaker și finanțator.
Bullard a adoptat un nou motto pentru ziar, fraza biblică: „Ceea ce Dumnezeu a unit, omul să nu despartă”, des citată în ceremoniile de căsătorie. Un istoric a presupus că Bullard a ales acest motto parțial pentru a combate acuzațiile conform cărora mișcarea pentru drepturile femeilor ar distruge instituția căsătoriei.Totuși, i-a oferit o interpretare proprie, spunând că „este o expresie consacrată care nu transmite doar o singură idee limitată, ci multe alte semnificații nobile.” Femeia, a continuat ea, „a fost sistematic separată de bărbat încă de la începutul timpului: acum este momentul să-și revendice și să-și impună drepturile în căsătorie. Ea trebuie să aibă un loc egal cu el în meserii, în colegii, în lyceu, în presă, în literatură, în știință, în artă, în guvern, în toate domeniile.”
Stilul editorial al lui Bullard era mult mai puțin confruntațional decât cel al lui Stanton, iar ea a orientat ziarul mai mult către literatură și poezie, ceea ce a determinat biograful autorizat al lui Anthony să spună că Bullard a transformat publicația într-un „jurnal literar și monden”. Cu toate acestea, în felul său, ziarul a continuat să abordeze o gamă largă de probleme legate de drepturile femeilor, în ciuda celor care doreau ca mișcarea să se concentreze exclusiv pe sufragiu. Ca răspuns la criticile directe, Bullard a scris: „Woman’s Journal, încercând să reducă mișcarea femeilor la dimensiunea minusculă a buletinului de vot, se dovedește în 1870 mai conservator decât erau inițiatorii mișcării în 1848.” Stanton a continuat să scrie ocazional articole pentru publicație, la fel ca și alte femei care contribuiseră în perioada în care Stanton fusese redactor-șef.
Bullard i-a cerut lui Anthony să se întoarcă la ziar pentru a-i gestiona afacerile, dar Anthony a refuzat. Pentru a crește veniturile, Bullard a încercat să vândă mai multe reclame, inclusiv pentru medicamente brevetate, multe dintre ele produse de afacerea familiei sale. Stanton și Anthony refuzaseră anterior să publice reclame pentru astfel de medicamente, considerându-le periculoase pentru sănătate.
Bullard a călătorit în Europa în decembrie 1870 împreună cu părinții săi în vârstă, dar a continuat să editeze The Revolution de la distanță. După șaisprezece luni în această funcție, și-a dat demisia în octombrie 1871, invocând dificultatea de a conduce ziarul în acest mod.

### Redacția Clark
Pe 28 octombrie 1871, ziarul a fost transferat unui nou editor, reverendul W. T. Clarke, și unui nou editor responsabil, J. N. Hallock. Deviza sa a devenit: „Dedicat intereselor femeii și culturii familiei”. Clarke susținea dreptul femeilor la vot, dar abordarea sa față de alte probleme legate de femei era adesea diferită de cea a editorilor anteriori. În primul său număr, Clarke a declarat: „Majoritatea bărbaților sunt extrem de amabili cu femeile și le tratează mai degrabă cu prea multă tandrețe decât cu prea puțină. Mai multe femei dintre noi sunt afectate de indulgență decât de nedreptate.”Având un nume flamboyant de revoluționar, dar un conținut departe de a fi revoluționar, The Revolution a rezistat doar patru luni sub conducerea lui Clarke, publicându-și ultimul număr pe 17 februarie 1872. Lista sa de abonați a fost integrată în celălalt ziar al lui Hallock, Liberal Christian.

## Semnificație
The Revolution a confirmat statutul lui Stanton și Anthony ca figuri publice proeminente, ale căror declarații directe și adesea controversate au contribuit la aducerea drepturilor femeilor în prim-planul dezbaterii naționale. Ziarul le-a oferit un mijloc de a-și exprima opiniile în cadrul mișcării pentru drepturile femeilor, într-un moment de dezacord profund cu privire la direcția acesteia. A consolidat aripa mișcării pe care o reprezentau și a pregătit terenul pentru înființarea National Woman Suffrage Association, organizația menită să susțină această viziune.